# Rue Baptiste-Renard
La rue Baptiste-Renard est une voie du 13e arrondissement de Paris, en France.

## Situation et accès
La rue Baptiste-Renard est une voie publique située dans le 13e arrondissement de Paris. Elle débute au 105, rue du Château-des-Rentiers et se termine place du Docteur-Navarre.

## Origine du nom

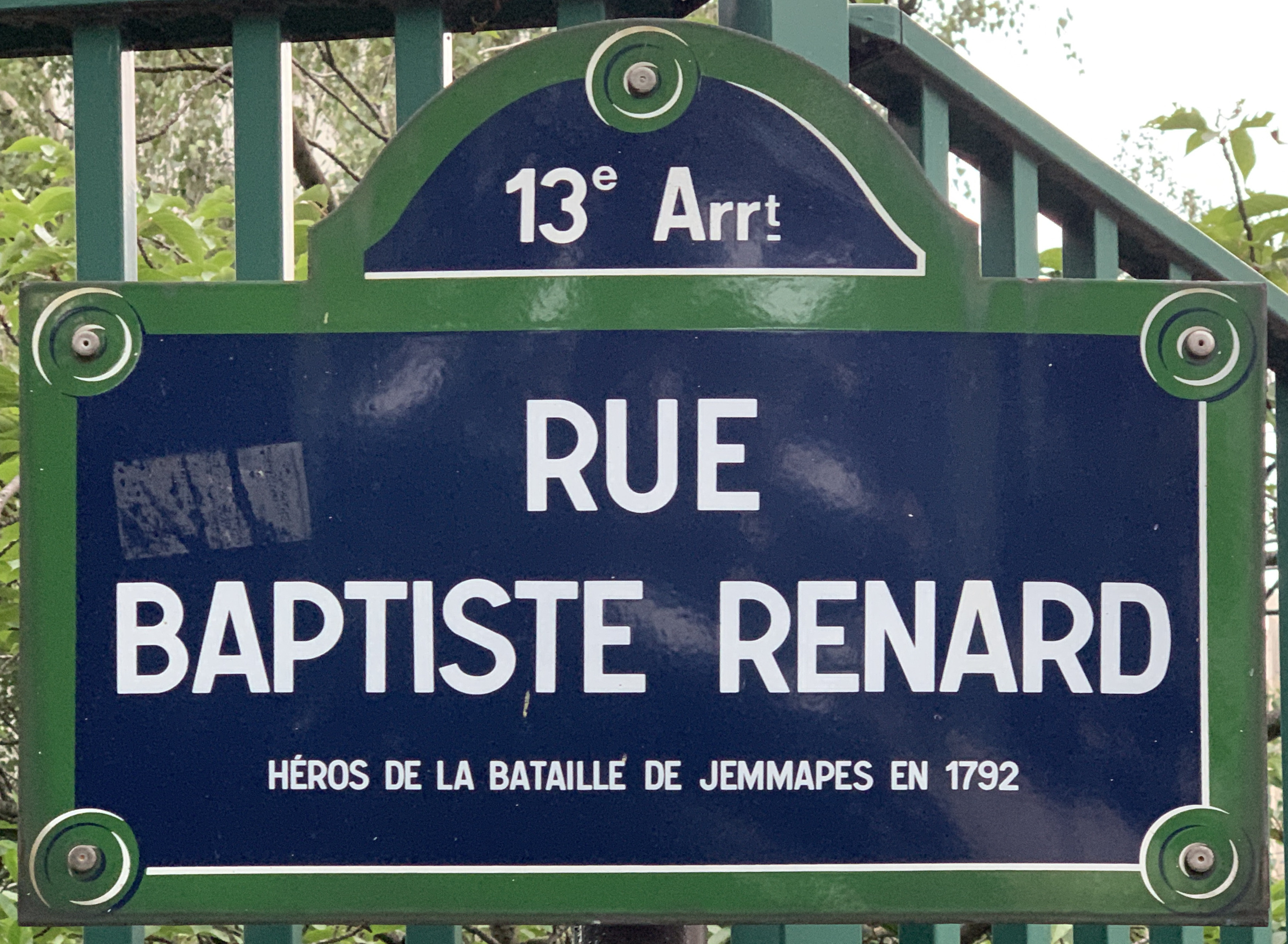
Plaque de la rue.

La rue tient son nom de Baptiste Renard (1768-1827), valet de chambre de Dumouriez, qui s'illustra de façon particulière lors de la bataille de Jemmapes (6 novembre 1792).

## Historique
Cette voie privée a été ouverte par la ville de Paris en 1885, sous le nom de « rue de Chinon » et prend sa dénomination actuelle le 26 décembre 1893.
Après avoir été prolongée en impasse entre la rue du Château-des-Rentiers et la rue Sthrau, cette partie a été déclassée par arrêté du 26 juin 1974 pour y construire le bâtiment de la Convention nationale des associations de protection de l'enfant (CNAPE).

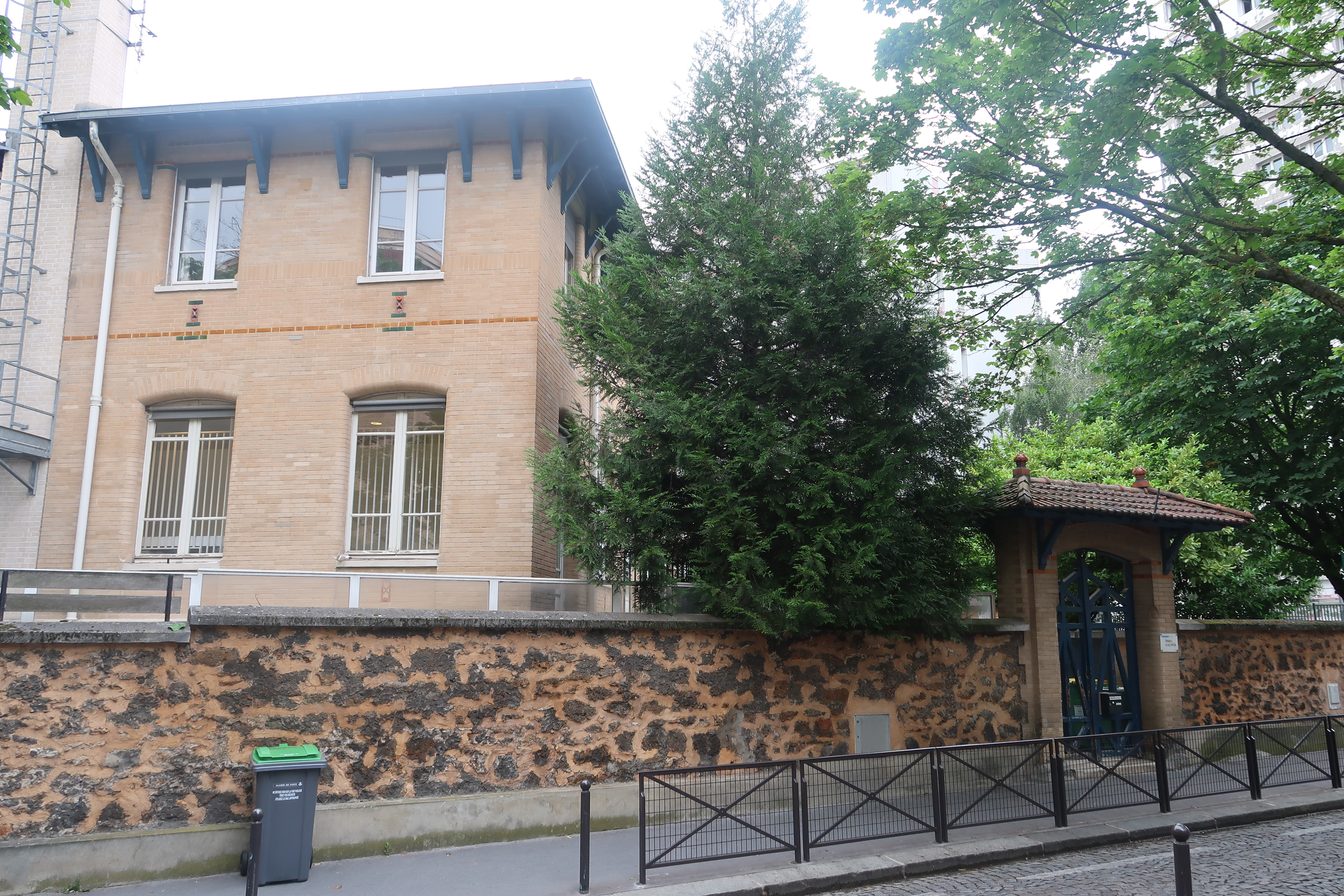
Crèche au no 6.